# Budżdur
Budżdur albo Abu Dżudur (arab. ‏بوجدور‎, fr. Boujdour, hiszp. Bojador) – miasto na Saharze Zachodniej nad Oceanem Atlantyckim, ok. 46,1 tys. mieszkańców. W pobliżu miasta znajduje się przylądek Ras Budżdur. Trzecie co do wielkości miasto Sahary Zachodniej.